# 拉特里尼泰叙聚尔
拉特里尼泰叙聚尔（法語：La Trinité-Surzur，法語發音：[la tʁinite syʁzyʁ]）是法国莫尔比昂省的一个市镇，位于该省南部偏东，属于瓦讷区。

## 地理
拉特里尼泰叙聚尔（47°36'17"N, 2°35'41"W）面积2.3 平方千米，位于法国布列塔尼大區莫尔比昂省，该省份为法国西北部沿海省份，位于布列塔尼半岛南部，北起阿摩尔滨海省、西接菲尼斯泰尔省，南濒大西洋，东南接大西洋卢瓦尔省，东临伊勒-维莱讷省。
与拉特里尼泰叙聚尔接壤的市镇（或旧市镇、城区）包括：洛扎克、叙聚尔、泰克斯-努瓦亚洛。

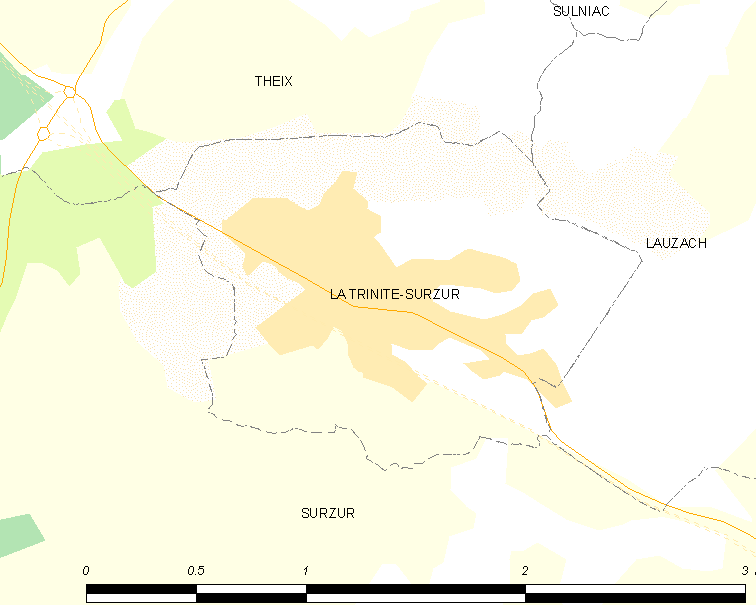
拉特里尼泰叙聚尔的OSM定位图

拉特里尼泰叙聚尔的时区为UTC+01:00、UTC+02:00（夏令时）。

## 行政
拉特里尼泰叙聚尔的邮政编码为56190，INSEE市镇编码为56259。

## 政治
拉特里尼泰叙聚尔所属的省级选区为塞内县。

## 人口

1962-2008年间拉特里尼泰叙聚尔人口变化图示

拉特里尼泰叙聚尔于2022年1月1日时的人口数量为1699人。